# カヌースポーツ

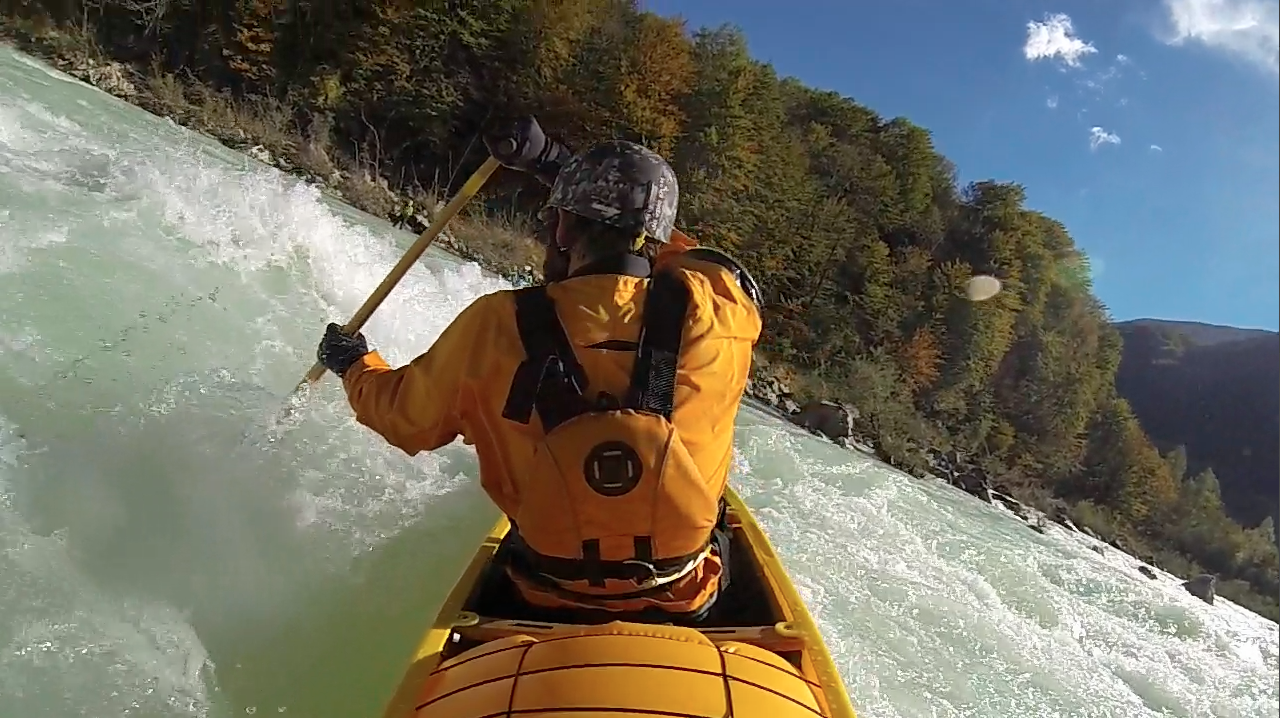
Big WaterのWWオープンカヌー

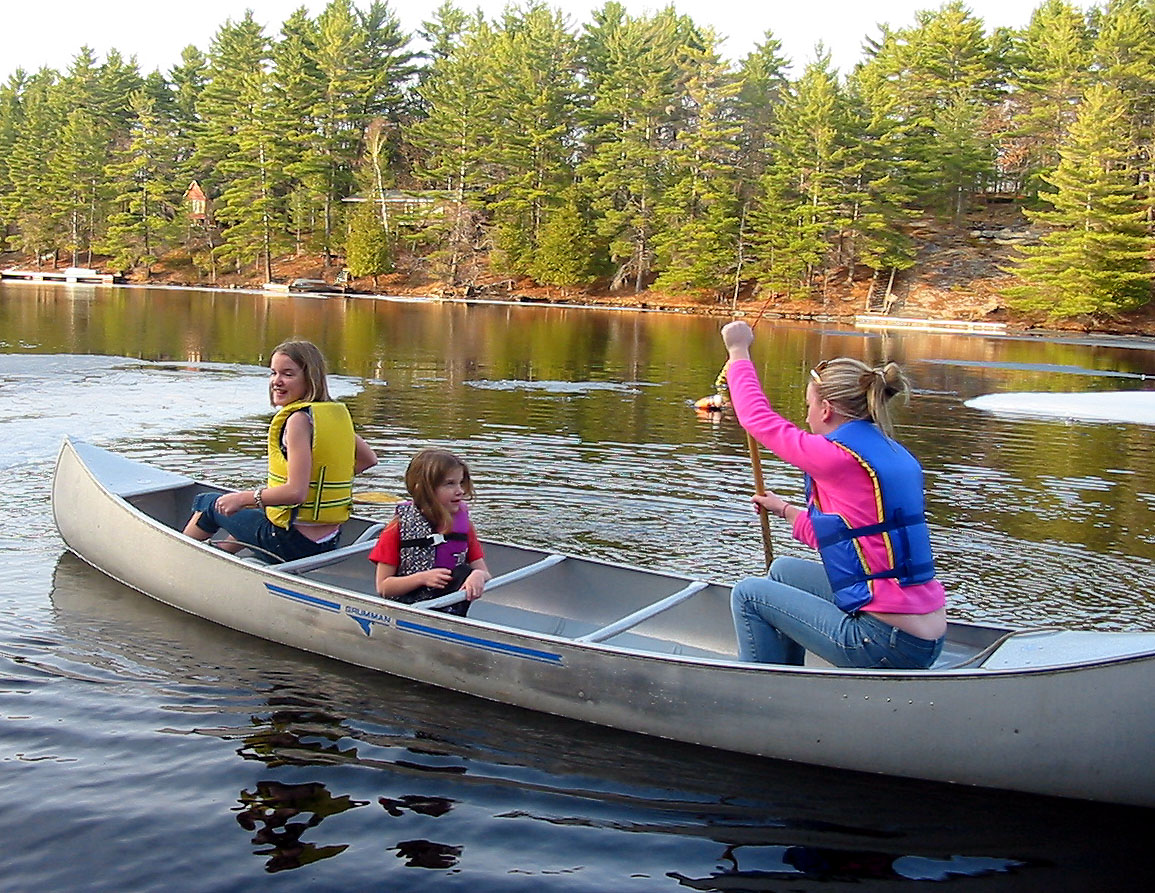
カヌーに乗る家族

カヌースポーツは、上部が開いているか閉じているかにかかわらず、カヌーの中にひざまずくか前を向いて座り片側だけに水かきがついているパドルを使い自力で漕ぐスポーツである。カヤックもカヌーに類似するアクティビティである。船の上部が通常閉まっている甲板の中に座り、ダブルブレードパドルを使って漕ぐ。カヤックの中では一般的に脚を前に伸ばして座る。
場面によっては、カヌーという言葉はカヌーとカヤックのどちらをも指すことがある。実際、競技の最低基準（長さと幅など）やシートの構成以外の点ではだいたいの競技カヌーとそれに相当する競技カヤックを区別するのは難しい。もっとも大きな違いは、競技カヤックは常に座り両側に水かきがついているパドルを使って漕ぐのに対して競技カヌーは大抵ひざまずいた形で片側にだけ水かきがついたパドルで漕ぐという点である。また競技カヌーの特殊な例としてヨーロッパやアメリカで行われているカヌーマラソンや高い姿勢で行なうスプリントがある。もっとも初期に使われた伝統的なカヌーは腰かける場所がなく、漕ぎ手はただボートにひざまずいていた。娯楽としてのカヌーやカヤックでは椅子が設置される。しかし水面が泡立つような急流や通常よりも激しい波がある所ではうまくボートを制御するために、脚を固定するベルトのついた椅子やより強力なホックのついたものが必要になる。

## 歴史
カヌーは川を移動したり横断したりする手段への人々の単純なニーズを満たしてきた。かつてカヌーは北米やアマゾン流域、ポリネシアなど多くの地域で長距離の移動手段として最も広く使われていた。交通手段としてのカヌーはエンジンを搭載している船舶や飛行機、鉄道などにその地位を奪われてきた。しかしカヌーは水上の娯楽、またはスポーツの世界で根強い人気を博している。
娯楽やスポーツとしてのカヌーの起源は多くの場合スコットランド人探検家、ジョン・マグレガー(1825-1892)にさかのぼる。彼は1858年のカナダとアメリカの探検においてカヌーとカヤックの存在をはじめて知り、イギリスへ帰る途中に自分のカヌーを作り国内各地やヨーロッパ、中東の水路で自分のカヌーをつかった。そして彼の経験について書いたA Thousand Miles in the Rob Roy Canoeという人気の本を著し1866年にはロイヤルカヌークラブを設立した。1874年にはこのクラブによって世界初のカヌー大会であるパドリングチャレンジカップが開催された。オーストリアやドイツ、デンマークやスウェーデンのカヌー組合が集まり現在の連盟の前身となる国際カヌー連盟を1924年に設立させた。1936年のベルリンオリンピックでカヌーはオリンピック種目になった。

## スポーツ
カヌーやカヤックを使ったスポーツで主流な形式はカヌーレースであるが、他の競技形式としてカヌーポロ、ホワイトウォーターロデオ、エクストリームレーシング、サーフスキーなどがある。カヌーを使用する障害者スポーツとして、パラカヌーがある。

## 娯楽

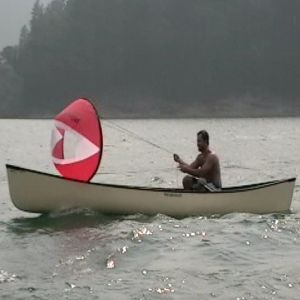
カリフォルニアのRuth Lakeをカヌーで進む

カヌーの娯楽としての他の側面は明確に決まっておらず、その定義は新型のハイブリッドカヌーやカヤック、またはそれに類するものの発達につれてより人工的に、不明瞭になっている。このような風潮はふつう国規模でつくられるがカヌーは個人、グループ、クラブ単位の活動である。多くのグループにとって練習に重きは置いておらずただ水の上で楽しむためにボートに乗ることが目的なのである。
スモールクラフトセーリング
カヤックの熱狂者が発達させてきたものであるがカヌーをするものにとってもパドルを扱う経験値を伸ばすものになる。ウィンドパドルのようなスモールクラフトセーリングはパドルの労力を増幅させることも、効率的に減らすこともできる。そしてそれは旅に適しておりカヌーで遊ぶも者やシーカヤックをする者、パドルで探検に出る者、船でのレースに強く惹かれる人々を生み出してきた。
ホワイトウォーターカヌー
水が泡立つような急流をカヌーで下ると楽しく、気晴らしにもなり日常から逃げられる。
この種目には短い距離の易しい川下りから、完璧な装備で何日もかけて激しい急流を長い距離航海する過激な冒険までが含まれる。ホワイトウォーターカヤックはカヌーという言葉がヨーロッパで使われるかぎりはもっとも人気のある種目である。近年その人気が高まっているのは同じコースをカヤックで下るのに比べてとても難しく高い技術レベルを要するからである。その人気は過去数十年にくらべてこの数年、急流用の上の開いたボートが市場に影響を与えていることが示している。特にＰＥボートはより難しい小川を下るのに適している。
シーカヤック
海で行うカヤックのことである。日帰りの旅から長い期間をかけておこなう冒険まですべてを含む。もしくは荒れた海や波、潮流をも含むかもしれない。そしてどんな場合でも航海の技術が必要となる。
プレイボート
波乗りをしながら川のある地点で技を披露するものである。
カヌーキャンプ
旅や航海をするにあたってカヌー・カヤックとキャンプを組み合わせたものである。
カヌーマラソン
バーレン・クルーガーは生涯を通して20,000kmを超える二回の航海を含む100,000km近い距離をカヌーで移動し、もっとも長い距離をカヌーで移動した選手としてギネス記録に認定されている。
ドン・スターケルはカナダのウィニペグからブラジルのベレンに至る12,181kmを完漕した。

## 他の形式
以下のカヌーの形式はいくつかの国ではその国のカヌー連盟によって認められている。しかしこれらの形式もパドルを漕いで小さな船を進めているものの国際的にはカヌーの形式として認められているわけではない。
ウェイブスキー
小さくて小回りの利く、大きいサーフボードに少し似ている船体(サーフスキー)で海の波の間を漕ぐ。波の上でさまざまな滑り方を披露したり、波間でトリッキーな技を披露する。サーフィンにとてもよく似ている。選手はスキーの上のほうに座り、船体に自らを固定することができる。大会などでは技の難易度とスタイルでポイントをつけられ評価される。
サーフスキー
細長い競技用の船体を海で漕ぐ。波に乗ったり降りたりするのを操作するのは可能だが、砕波のなかで小回りを利かせることはできない。選手は肩や腰をベルトで固定するような席に座り、カヤックのように両端に水かきのついたパドルを使う。もっともよくおこなわれるレース形式は、サーフィンをしているような感覚を味わえて大波を得ることができる大海で長い距離を航行するものである。
ラフティング
ひとりまたは複数人でそれぞれ小型、大型の空気で膨らませるいかだのような船で激しい川を下る。ホワイトウォーターカヌーともよく似ている。

## 使用

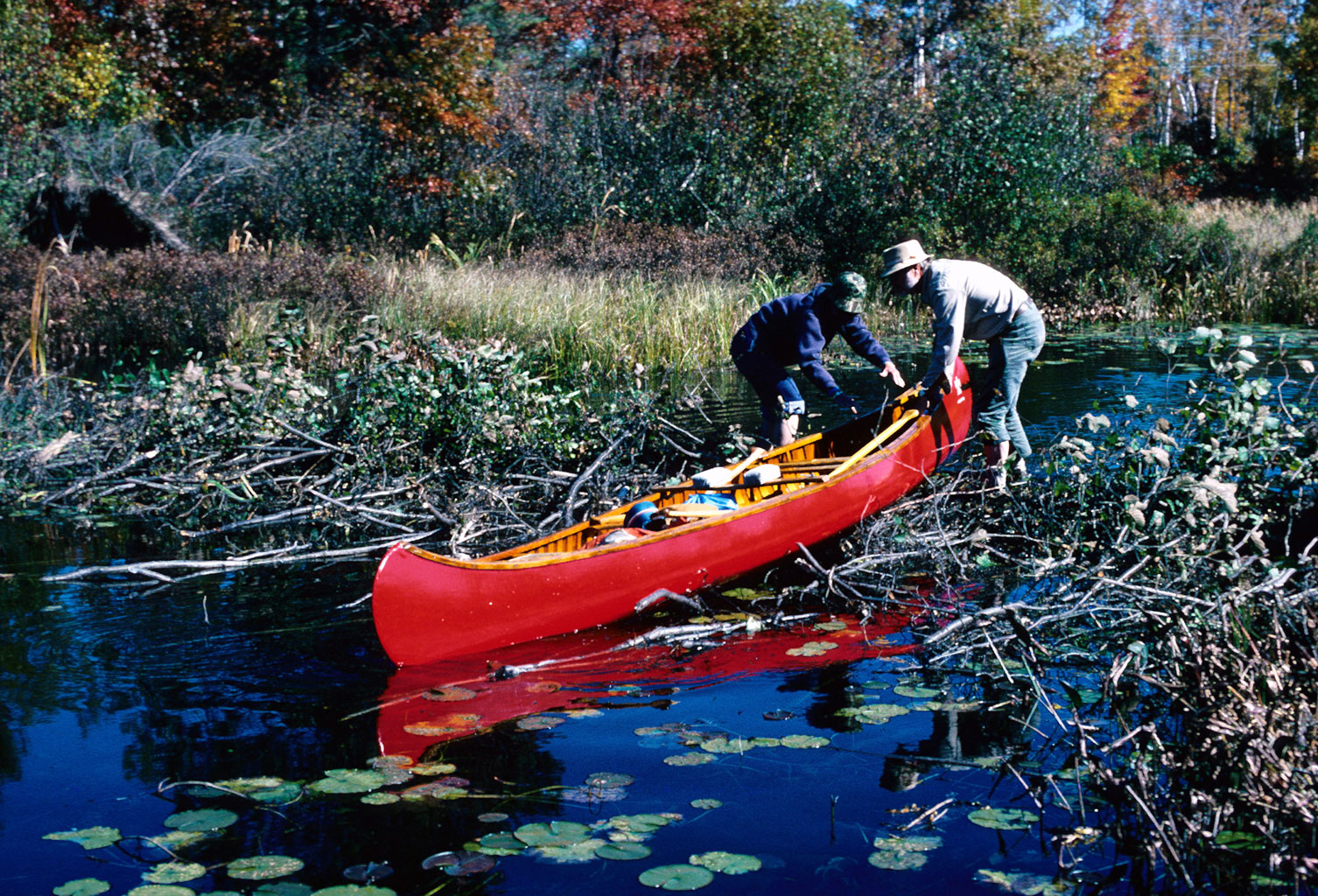
ビーバーのダムの上に上がった木とキャンバスのカヌー

カヌーは不安定であるという先入観を持たれているが、適切に操作していればそのようなことはなく安定している。たとえばカヌーの中に乗っている人はできるだけ体の重心を低く保つ必要がある。カヌーは熟練の乗り手同士が注意深くあたりに気を配り、密なコミュニケーションをとることで水の流れが速いところであっても簡単に航行することができる。上の閉じたカヤックが通ることのできるたいていの急流は上のあいているカヌーでも下ることができる。しかし限界もある。たとえば悪名高いスティッキンのグランドキャニオンのような何日もかかる冒険である。そのような川はとても大きく、簡単にボートを飲み込んでしまうような穴があって航路を維持するのはほぼ不可能でありとても高い滝のようなところを下る必要もある。
前方や後方以外にボートを操縦しているときは例外として2人でカヌーに乗っているときは通常お互い反対側を漕ぐことになる。船首を担当するボウマンは左手で船べりのちょうど上でパドルの柄を握り、水かきは完全に水中に沈めて右手でパドルの柄の端のグリップを持つ。左腕はおもに回転、旋回を担当し右腕は右胴体の大きな筋肉で作り出したパワーのほとんどをパドルに伝える。船尾を担当するスターンマンは右手でパドルの柄を持ち左手でグリップを握る。前方に進むならば左右のひとがパドルを船べりと平行に前から後ろへ漕ぐ基本的な漕ぎ方をすることになる。

### タンデムステアリング
2人でパドルを漕いでいるとき、より漕ぐ力の強い船尾のスターンマンの反対側の方向にカヌーがまわっていってしまう。そのため、２人の漕ぐ力を均等に保つのはカヌーをまっすぐ進めるために大切である。まっすぐ漕げるようになるには高い漕ぐ技術をもっているか、シット＆スウィッチ方式を使うのが一般的である。この方式は6～8漕ぎごとにパドルを交換することでカヌーが一方向にまわっていってしまうのを防ぐというものであり、もっとも効率的な方法とされておりカヌーマラソンのレースにおいてもよく採用されている。カヌーの漕ぎ方は実に多様であるが基本的な質問としてどちらの漕ぎ手が操縦の責任を持つのか、というのがある。これには明らかで確かな答えが存在する。状況によるがどちらの漕ぎ手にも責任があるのである。
ホワイトウォーターをこなすほどの熟練したカヌイストの間では船尾を担当する者と船首を担当する者が共に操縦する。２人が一緒に動かなければ巧みで正確な操縦をおこなうことはほぼ不可能である。どちらの漕ぎ手がどのように漕ごうとするかによるが普遍的なルールはある。船尾の担当がカヌーのはじめのコースを決めるのに対して船首の担当の者はペアの者が見られない石のような障害物を避けるように操縦したり、近距離の物体に対処する。後ろ向きに漕いだり進んだりするときは船首のひとが細かく漕いで方向を定めて船尾の人が後ろ向きに漕いだりしてときどき役割が入れ替わることもある。
しかしこの方向転換はパドルの操作や方向を変えるための船底、漕ぎ手の重さの前後の偏りによるカヌーの重心の変化、もしくはたいていの技術に共通する上述の行動の組み合わせを必要とする。

### パドルストローク
パドルストロークはカヌーを前進、後進、横向きにすすめて操縦するためのものである。主要な漕ぎ方は前、後ろ、Ｊ－ストローク、Ｃ－ストローク、前後への軽いストローク、船べりに沿ったストローク、梃子を利用したストローク、引っ張り、ダフェックと呼ばれる動かない引っ張り、ボートの横でパドルを引いたり押したりするスカルや、ブーフストロークは穴を乗り越えるために船首を持ち上げたりボートを岸にぴったりと着けるためなどに使われる。多くのストロークはいくつかの段階に分けることができる。最初はストロークを始めるためにパドルを望みの場所へ配置するエントリーフェイズである。次はパドルに力を伝えて水をつかんでいる感覚を得て、水中のセットポジションでボートを前にすすめるためのパワーフェイズ、最後のリカバリーフェイズではパドルを引きスライドさせて水から出し、エントリーフェイズに戻るか他のストローク方法に移行する。
複合ストロークは一つの動作にさまざまな異なるストロークを合わせるものである。たとえば望み通りの効果を得るために複数のパワーフェイズを組み合わせたりする。その例としてはパワーフェイズの前に船首の横の水を少し引き寄せるようにするＣ－ストロークがある。
パドルの水かき部分のトップといわれる場所から位置を決め、水の抵抗を障害なくきっちりと掴むために円を描くように漕ぐ。その後パドルの側面で水を切るように動かすか、リカバリーストロークに移行しやすいようにパドルが水の中にあるあいだ後ろから前に動かすときに切るように動かす。リカバリーストロークがおこなわれるのは水中だったり水上だったりするがそのようにパドルを思い通りの方向に回転させて水を切るようにしたり水から上げることで、次のパワーフェイズが始まる希望の位置にパドルを移動させ無駄な漕ぎを減らしている。効率の良いパワーフェイズはたいてい初心者が想像しているよりも短いものである。ストローク技術はただ短いストロークをするときの体の動きに連動する。たとえば通常の前へのストロークが漕ぎ手の膝より後ろには行かないように、短いストロークこそが効率の良いものなのだ。さらに、パドルの水かきをボートの進むであろう方向に対して垂直に維持しておくことが重要である。そうすることでエネルギーの無駄遣いである水のすくいあげや押し下げをしなくて済む。

### セッティングポール
流れの速い川や浅い湖でカヌイストはセッティングポールを使うことがある。これによってパドルで漕ぎ進むには浅すぎる水辺で動かしたりまっすぐ進むには速すぎる流れに逆らうことができる。また渦巻きをうまく利用すれば中程度の速さの川でもセッティングポールを使って前進できる。

### ガナルボビング
ガナルボビングやガナルという技はパドルなしでカヌーを前進させることができる。船の前か後ろの船べりの上で立ったりしゃがんだりしてカヌーを前後に揺り動かす。この前進方法は非効率的で安定しない。そもそも船べりに立つのは危険である。しかしこれはゲームにもなる。２人が両端の船べりに立ち自分は立ち続けながら相手のバランスを崩し水に落とすのだ。